# قله نگویو

قله نگویو (رومانیایی: Vârful Negoiu تلفظ [neˈɡoju]; مجاری: Negoj-csúcs) قله‌ای در رشته کوه  فاگاراش در جنوب کارپات است که در شهرستان سیبیو، رومانی واقع شده است. ارتفاع قله به ۲٬۵۳۵ متر (۸٬۳۱۷ فوت) واقع می‌رسد.  این قله دومین قله مرتفع در رومانی پس از قله قله مولدووانو با ۲٬۵۴۴ متر (۸٬۳۴۶ فوت) متر ارتفاع است.

## منبع
1. ↑  2017 Romanian Statistical Yearbook, p. 11

## لینک های خارجی
- "Vârful Negoiu". transfagarasan.travel (به رومانیایی). Retrieved August 11, 2022.
- "Pe Vf. Negoiu, la 2535 m!". www.sibiu-turism.ro (به رومانیایی). Retrieved August 11, 2022.

|  |  |